# Fréixere d'en Betlem
El Fréixere d'en Betlem (Fraxinus angustifolia) és un arbre que es troba a Usall (Porqueres, el Pla de l'Estany), el qual és un dels freixes de fulla petita més grans de tot Catalunya.

## Dades descriptives
- Perímetre del tronc a 1,30 m: 5,24 m.
- Perímetre de la base del tronc: 7,72 m.
- Alçada: 18,62 m.
- Amplada de la capçada: 21,59 m.
- Altitud sobre el nivell del mar: 227 m.[1]

## Entorn
Aquest freixe (fréixera en nom local) es troba en un extrem dels camps de Can Vila. Són camps amb gira-sol a prop de la carretera, on creix un bosquet d'aspecte riberenc que beu de l'aigua del Clot d'Espolla. Hi ha diverses menes d'arbres com l'om, el gatell, el roure martinenc, el lledoner i l'auró blanc; arbusts com l'aranyoner, l'aladern, la gavarrera, el sanguinyol i l'arç blanc; enfiladisses com l'esbarzer, l'heura, la rogeta i la corretjola, i altres plantes com l'esparreguera boscana, el galzeran, el crespinell, la dent de lleó, la verdolaga, la tomaquera del diable, l'amarant, el blet i l'estramoni. S'hi observen tudons, gafarrons, pit-roigs, gaigs i rastres de senglar arreu.

## Aspecte general
El seu aspecte és aparentment bo, tot i haver estat esmotxat (o trencat per un llamp o una ventada en el passat), la qual cosa li va causar el creixement de vuit besses o braços, que el fan molt peculiar. Globalment, l'arbre no sembla delmat en cap grau, excepte per una determinada presència de descomposició a la soca, que sembla ser-hi activa des de fa anys, però no de manera perillosa per a l'arbre. Té un bardissar pels voltants que no li fa cap bé.

## Accés
Des de Banyoles cal agafar la carretera C-66 en direcció a Serinyà, però trenquem una mica abans d'arribar al punt quilomètric 50, a l'esquerra, en direcció al poblet d'Usall. Travessem els boscos d'Usall i el mas de Can Llors i, pocs metres després, passarem per una factoria alimentària. Girem al següent trencall a l'esquerra, seguim recte i veurem a la dreta una masia (Can Vila) on aparcarem. El freixe és al costat dels camps, a tocar de la carretera, a uns 200 metres de la masia, aproximadament al punt quilomètric 48,6 de la C-66. GPS 31T 0480310 4666492.